# Ruotsinpyhtää
Ruotsinpyhtää (/ˈruotsimˌpyhtæː/) ở tiếng Phần Lan hay Strömfors trong tiếng Thụy Điển) là một đô thị của Phần Lan.
It tọa lạc tại tỉnh Nam Phần Lan trong Eastern Uusimaa Vùng. Đô thị này có dân số 2.895 (ngày 31 tháng 12 năm 2004)với diện tích là 292,96 km² trong đó có 31,11 km² là diện tích mặt nước. Mật độ dân số là 11,06 người trên mỗi km².
Đây là đô thị sử dụng 2 ngôn ngữ, đa số dân dùng tiếng Phần Lan và thiểu số dùng tiếng Thụy Điển.